# Demonio del mediodía
El demonio del mediodía es una entidad introducida en la tradición cristiana a partir de una variante de traducción de la Vulgata. En efecto, en el Salmo 91 el texto hebreo dice: «No temerás […] el azote que devasta a mediodía» (Sal. 91, 5-6), pero la Vulgata tradujo daemonio meridiano («demonio del mediodía») a partir del texto griego que en la versión de los LXX había incluido δαιμονίου μεσημβρινοῦ. 
El hecho es que en los manuscritos hebreos que poseemos actualmente se lee יָשׁוּד (yashûd), que significa "que destruye", y probablemente en un estado más antiguo, cuando aún no se escribía ningún tipo de vocales, la palabra escrita sería ישד (yshd), que se puede leer tanto yashûd como yeshed (יְשֵׁד), que significa demonio.
La traducción causó diversas versiones incluso en arameo. El Tárgum traduce: «la compañía de los demonios que destruyen a pleno mediodía». Y en siríaco: «el espíritu que circunda a mediodía».
En las primeras reglas y escritos monásticos de Oriente se habla de este demonio asociándolo al mal humor y aburrimiento que se hacían sentir sobre los monjes durante las cálidas horas del mediodía. Autores como Atanasio de Alejandría y Juan Casiano en su obra Instituta coenobiorum trata ampliamente este tema. Se le asociaba con aquellos espíritus que, según se creía, actuaban en el hombre en tiempos de sequedad, sueño o siesta. Es la base para la posterior indagación acerca de lo que hoy se conoce como acedia.
La aplicación de esta expresión tomando «mediodía» como la mitad de la vida humana, viene de una novela escrita por Paul Bourget, Le Démon de midi, relato de tinte psicológico que presenta a un personaje de cuarenta años con una fuerte crisis amorosa.